# Jungfrau
La Jungfrau (toponimo che significa la Vergine) è una montagna della sezione  Alpi Bernesi a cavallo tra il Canton Berna ed il Canton Vallese, la cui altezza è di 4158 m s.l.m., la terza vetta più elevata della sezione dopo il Finsteraarhorn e l'Aletschhorn. Insieme ad un'ampia zona delle Alpi Bernesi, tra cui spiccano le vicine vette del Mönch e dell'Eiger, il Ghiacciaio dell'Aletsch ed il Bietschhorn, costituisce un gruppo di particolare bellezza paesaggistica, celebre in tutto il mondo, definito come Sito Patrimonio dell'Umanità.

## Descrizione

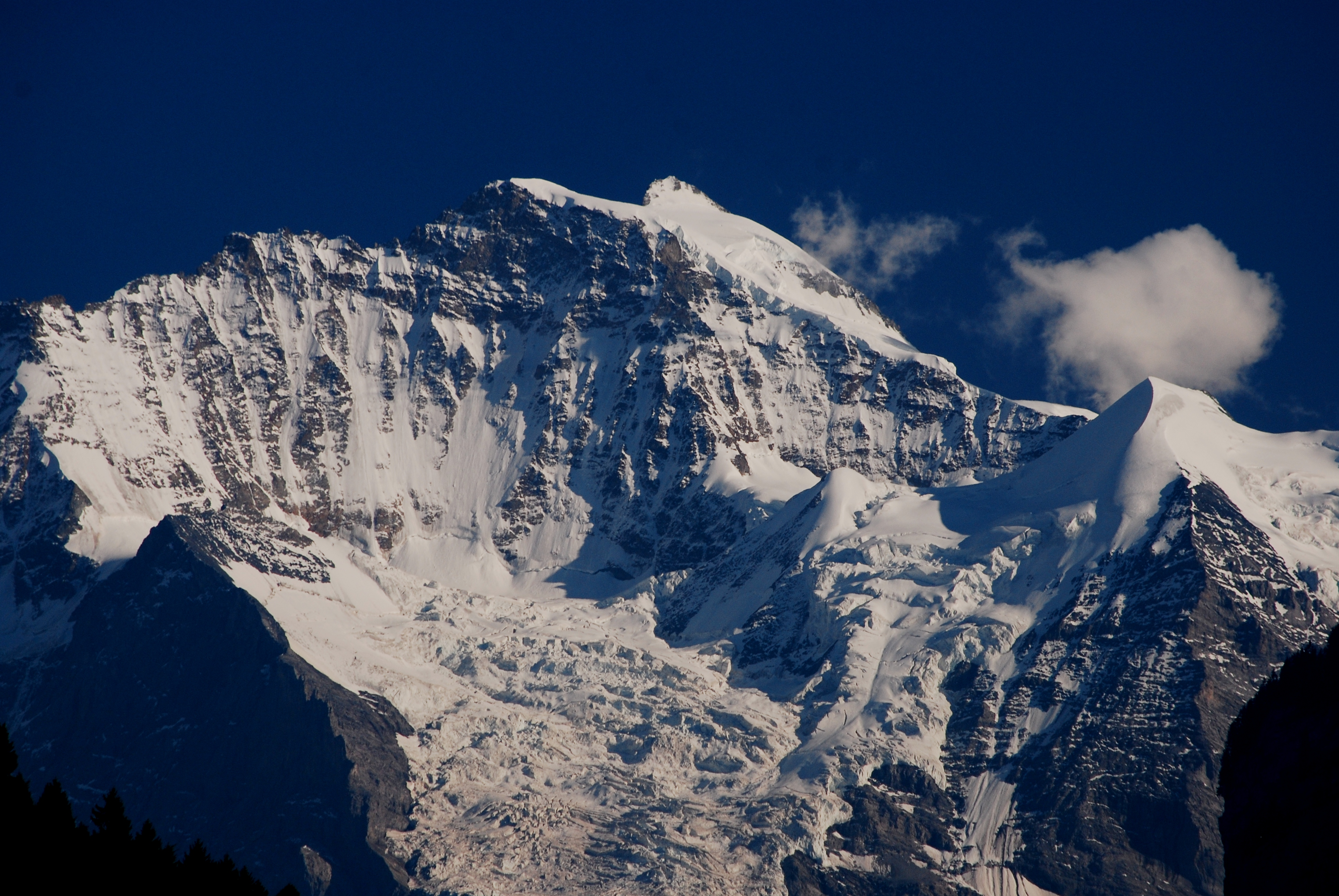
La parete nord della Jungfrau vista dai pressi di Interlaken.

La Jungfrau rappresenta un'ambita meta alpinistica, con innumerevoli vie di salita di difficoltà generalmente alta. Il versante verso il Canton Berna costituisce con i vicini Mönch ed Eiger come un'unica grande parete che scende a precipizio sulla Lauterbrunnental. Il versante verso il Canton Vallese è molto più dolce e ricoperto da ampi ghiacciai.
Dalla vetta in direzione nord-est si diparte la cresta che abbassandosi al Jungfraujoch (3.471 m) la collega con il Mönch; in direzione sud una seconda cresta, passando dal Rottalhorn (3.972 m), va verso il Gletscherhorn. Poco a nord della vetta si trova l'anticima detta Wengen Jungfrau (4.089 m), che è inserita nella lista secondaria dei 4000 delle Alpi.

### Salita alla vetta

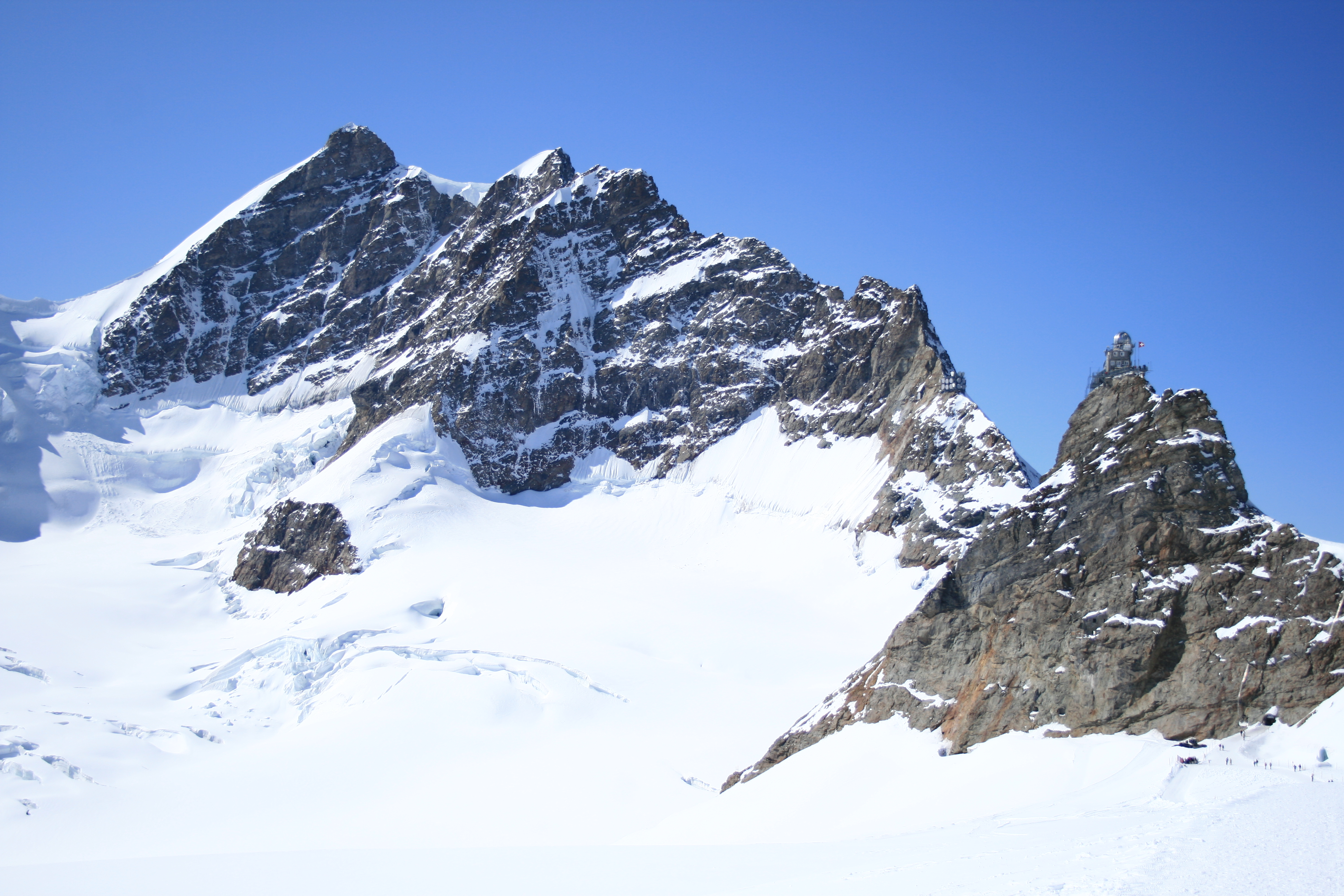
Il versante est della montagna.

La prima salita alla vetta risale al 3 agosto 1811 ad opera di J. Meyer e H. Meyer.
La via normale di salita alla vetta solitamente prende inizio dalla stazione di arrivo della ferrovia al Jungfraujoch o dalla Mönchsjochhütte. Dal rifugio si tratta di ritornare al Jungfraujoch e poi si scende lungo il Jungfraufirn in direzione sud. Ci si porta così alla base del roccioso sperone est del Rottalhorn ad un'altezza di circa 3.410 m. Si risale lo sperone fino a raggiungere il Rottalsattel (3.885 m), colle che separa il Rottalhorn dalla Jungfrau. Dal colle si risale la cresta sud-est della montagna fino alla vetta. La via nel suo complesso è valutata PD+.
Dal versante bernese si può salire sulla vetta partendo dalla Rottalhütte (2.755 m) e percorrendo la Innere Rottalgrat. La via è valutata nel suo complesso AD.

## Turismo

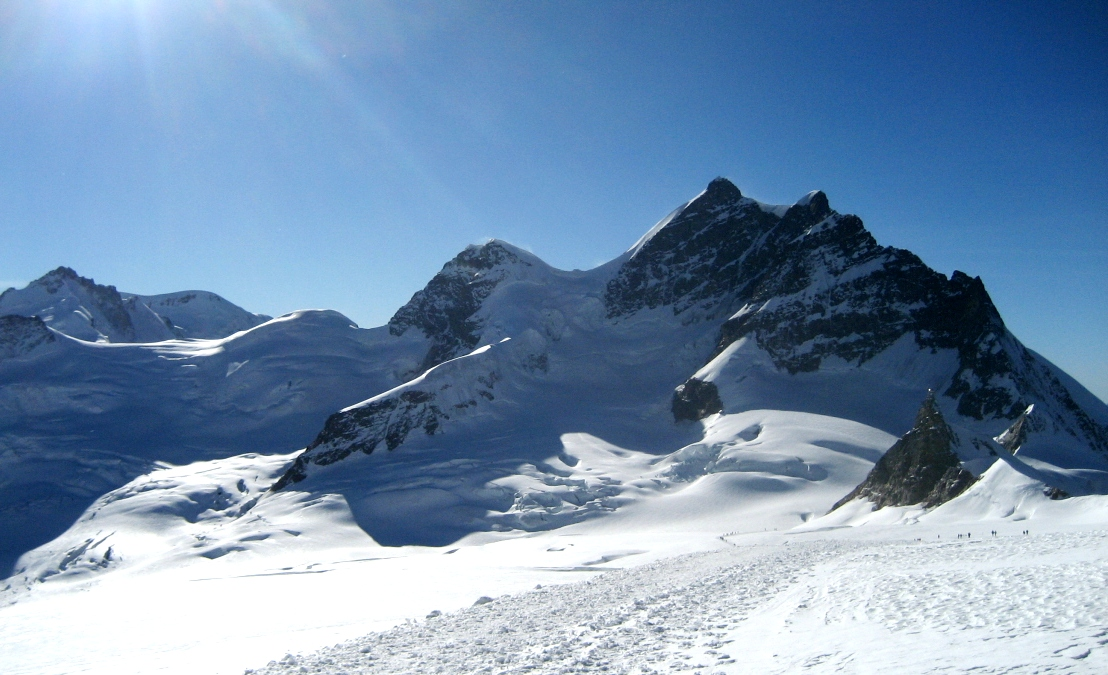
La Jungfrau a destra ed al centro il Rottalhorn. La via normale passa al colle tra le due vette.

Le località ai piedi del versante bernese, in particolare Grindelwald, Wengen e Mürren, sono rinomatissime e moderne stazioni sciistiche, dotate di un vasto carosello di impianti di risalita e di infrastrutture turistiche.
La maggior attrazione turistica della zona resta tuttavia la celebre Ferrovia della Jungfrau, la tratta ferroviaria più alta d'Europa e una delle più alte del mondo, che parte da Interlaken, attraversa la località di Lauterbrunnen, transita da Wengen e raggiunge il valico della Kleine Scheidegg (2.061 m), da cui scende sul versante opposto a Grindelwald, dalla quale ritorna a Interlaken. Dalla Kleine Scheidegg parte una ripida ferrovia a cremagliera che, dopo lunghi tratti in galleria alternati a panorami (è famosa la finestra che si apre proprio nel cuore della celebre parete nord dell'Eiger), raggiunge dapprima i 3.100 m della stazione di Eismeer, un balcone panoramico sui vasti ghiacciai della zona, e quindi il capolinea ai 3.475 m dello Jungfraujoch dove sorge un ristorante.
Infine con un ascensore si arriva al balcone dello Sphinx a 3.586 m, uno spuntone roccioso la cui sommità ospita il più elevato osservatorio astronomico d'Europa e dal quale si gode uno dei migliori panorami dell'intero arco alpino: sul lato settentrionale le verdi vallate dell'Oberland verso i grandi laghi alpini, dall'altro l'immensa conca glaciale del ghiacciaio dell'Aletsch, il più vasto ghiacciaio delle Alpi, e i numerosi 4 000 dell'Oberland che gli fanno da corona.

## Curiosità
Sulla Jungfrau il poeta Byron ambientò parte del suo dramma Manfred, a partire dal primo atto, quando il protagonista tenta il suicidio gettandosi da un'altura del monte.
Nel 1964 il regista indiano Raj Kapoor ha girato sulla cima della Jungfrau una parte del film Sangam, rendendola una meta molto frequentata dal turismo indiano.
La montagna Jungfrau viene citata e descritta dallo scrittore francese Alphonse Daudet nel suo celebre romanzo Tartarino sulle Alpi, come lo sfondo suggestivo che accompagna le esplorazioni alpine del protagonista (Milano, Mondadori, 1981, p. 236).
Sulle alte rocce della Jungfrau vive un lichene endemico: Umbilicaria virginis.